# Liste der Flugplätze in Luxemburg
Dies ist eine Liste der Flugplätze des Großherzogtums Luxemburg.  Sie beinhaltet sowohl Flughäfen als auch die Hubschrauberlandeplätze (Heliports).

## Flughäfen
| Ort       | Name des Flughafens | ICAO-Code | IATA-Code | Passagiere       | Flugbewegungen |
| --------- | ------------------- | --------- | --------- | ---------------- | -------------- |
| Luxemburg | Flughafen Luxemburg | ELLX      | LUX       | 4.416.038 (2019) | 94.985 (2019)  |

### Geschlossene Flughäfen
| Ort                 | Name des Flughafens        | Lage                        |
| ------------------- | -------------------------- | --------------------------- |
| Esch an der Alzette | Flughafen Esch-sur-Alzette | 49° 30′ 33″ N, 5° 58′ 58″ O |

## Flugplätze
| Ort             | Name des Flugplatzes | ICAO-Code | Lage                        |
| --------------- | -------------------- | --------- | --------------------------- |
| Ernztalgemeinde | Flugplatz Kitzebur   | ELMD      | 49° 47′ 21″ N, 6° 14′ 30″ O |
| Nörtringen      | Flugplatz Nörtringen | ELNT      | 49° 58′ 51″ N, 5° 55′ 5″ O  |
| Useldingen      | Flugplatz Useldingen | ELUS      | 49° 46′ 4″ N, 5° 58′ 3″ O   |

## Hubschrauberlandeplätze
| Ort                 | Name des Heliports                         | ICAO-Code | Lage                        | Anmerkungen                          |
| ------------------- | ------------------------------------------ | --------- | --------------------------- | ------------------------------------ |
| Esch an der Alzette | Centre Hospitalier Emile Mayrisch Heliport | ELEA      | 49° 30′ 3″ N, 5° 58′ 56″ O  |                                      |
| Ettelbrück          | LAR-Einsatzbasis Ettelbrück                | ELET      | 49° 51′ 16″ N, 6° 5′ 40″ O  | Stützpunkt der Luxembourg Air Rescue |
| Luxemburg           | Centre Hospitalier de Luxembourg Heliport  | ELLC      | 49° 37′ 9″ N, 6° 6′ 9″ O    |                                      |
| Luxemburg           | Groupe Chirurgical Kirchberg Heliport      | ELLK      | 49° 37′ 58″ N, 6° 10′ 38″ O |                                      |
| Luxemburg           | Zitha Klinik Heliport                      | ELLZ      | 49° 36′ 13″ N, 6° 7′ 41″ O  |                                      |